# Дембець (Великопольське воєводство)
Дембець (пол. Dębiec, нім. Friedrichseiche) — село в Польщі, у гміні Курник Познанського повіту Великопольського воєводства.
Населення — 107 осіб (2011).
У 1975-1998 роках село належало до Познанського воєводства.

## Демографія
Демографічна структура станом на 31 березня 2011 року:
|          | Загалом | Допрацездатний вік | Працездатний вік | Постпрацездатний вік |
| -------- | ------- | ------------------ | ---------------- | -------------------- |
| Чоловіки | 52      | 17                 | 27               | 8                    |
| Жінки    | 55      | 19                 | 27               | 9                    |
| Разом    | 107     | 36                 | 54               | 17                   |